# فلم روائي
الفيلم الروائي هو الفيلم الذي يروي قصة سردية أو رواية. السينيما الروائية في الغالب هي المناقضة للسينيما التي تعنى بتقديم المعلومات بصورة مباشرة، مثل الأفلام ذات الطبيعة الوثائقية، أو الأفلام التجريبية. وفي بعض الحالات يمكن أن تتضمن الأفلام الوثائقية بعض القصص، مع أن هذا مخالف لطبيعتها.
وخلافًا للخيال الأدبي الذي يبنى عادة على الأحداث والمواقف والأحداث الوهمية، فإن السينيما لها دائمًا أساس واقعي، يدعى في فن السينيما الـ«برو فيلميك» (pro-filmic)، وهو يشمل كل شيء يحدث ويظهر أمام الكاميرا.
منذ ظهور النمط الهوليودي الكلاسيكي في مطلع القرن العشرين هيمنت الأفلام الروائية (التي كانت في شكل أفلام روائية طويلة) على السينيما التجارية، وأصبحت مرادفًا عند العامة لكلمة «فيلم».